# Örjan Lindmark
Örjan Lindmark, född 22 april 1967 i Sala, var en svensk ishockeyspelare (back) som spelade i Leksands IF  de flesta åren av sin karriär. Lindmark var en utpräglat defensiv back som endast tre säsonger under karriären gjorde mer än tre mål. 
Elitkarriären inleddes med en match i Leksands IF:s A-lag säsongen 1984-1985 och där stannade Lindmark 13 säsonger. Efter sju säsonger i Kassel Huskies i DEL återvände Lindmark till Leksand och var med vid avancemanget till Elitserien säsongen 2004-2005 och säsongen efter. Därefter spelade Lindmark ett år i Danska Odense Bulldogs och ett år i Norska Stjernen Hockey. Säsongen 2008-2009 började med en kort sejour i Borlänge Hockey, varefter karriären avslutades med tre säsonger i Odense Bulldogs.
Höjdpunkter i karriären var ett brons med juniorkronorna 1987, SM-silver med Leksands IF säsongen 1988-1989 och vinst i danska mästerskapen med Odense Bulldogs 2008-2009.